# Józef Bartczak
Józef Bartczak (ur. 31 marca 1894 w Karnkowie, pow. lipnowski, zm. wiosną 1940 w Katyniu) – kapitan piechoty Wojska Polskiego, działacz niepodległościowy, ofiara zbrodni katyńskiej.

## Życiorys
Syn Antoniego (ur. 1859) i Antoniny z Drozdowskich (ur. 1860). Absolwent gimnazjum w Lipnie (1918) oraz ukończył kurs polonistyczny, który zdał przed Komisją w 1923. W latach 1916–1918 członek POW w Karnkowie. Brał udział w rozbrajaniu Niemców w Lipnie. Od 1918 w Wojsku Polskim. Ukończył Szkołę Podchorążych nr 1 w Ostrowi-Komorowie. Jako dowódca plutonu kompanii karabinów maszynowych 34 pułku piechoty walczył w wojnie 1920 r. 8 sierpnia 1920 ciężko ranny w bitwie pod Jabłonką, po wyleczeniu z ran powrócił na front, do 63 pułku piechoty. Od 1922 dowódca kompanii w 64 pułku piechoty, referent w DOK VIII, od 1938 został dowódcą plutonu kompanii szkolnej 8 Szpitala Okręgowego.
W czasie kampanii wrześniowej 1939, po agresji ZSRR na Polskę, w nieznanych okolicznościach dostał się do niewoli sowieckiej. Przebywał w obozie jenieckim w Kozielsku. Wiosną 1940 został zamordowany przez funkcjonariuszy NKWD w lesie katyńskim i tam pogrzebany w bezimiennej mogile zbiorowej, gdzie od 28 lipca 2000 mieści się oficjalnie Polski Cmentarz Wojenny w Katyniu. Figuruje na liście wywózkowej 040/3 z 20 kwietnia 1940.

Był żonaty z Aleksandrą z Cymermanów, miał syna Andrzeja.
5 października 2007 minister obrony narodowej Aleksander Szczygło mianował go pośmiertnie na stopień majora. Awans został ogłoszony 9 listopada 2007 w Warszawie, w trakcie uroczystości „Katyń Pamiętamy – Uczcijmy Pamięć Bohaterów”.

## Ordery i odznaczenia
- Krzyż Niepodległości[1] (29 grudnia 1933)
- Krzyż Walecznych – czterokrotnie[1]
- Krzyż Legionowy[1]